# 4280 Симоненко
4280 Симоненко (4280 Simonenko) — астероїд головного поясу, відкритий 13 серпня 1985 року.
Названо на честь Алли Миколаївни Симоненко (1935-1984), спеціаліста з малих тіл сонячної системи. Вона опублікувала дві книги про астероїди та активно сприяла розвитку фізичних досліджень астероїдів в УРСР.
Тіссеранів параметр щодо Юпітера — 3,536.